# Olivier du Guesclin
Pour les articles homonymes, voir Du Guesclin.
Olivier du Guesclin, dont la mort est située entre 1400 et 1403. Comte de Longueville, seigneur de la Guerche, de Broons, de la Rochetesson et connétable de Castille[réf. nécessaire]. 

## Biographie
Olivier du Guesclin est le frère de Bertrand du Guesclin, héros de la guerre de Cent Ans, et second fils de Robert II du Guesclin (v. 1300-1353), seigneur de la Motte-Broons et de son épouse Jeanne de Malesmains (morte en 1350), dame de Sens.
Il épouse Péronelle d'Amboise, fille de Jean d'Amboise, vicomte de Thouars et de Marie de Flandres
Durant la guerre de Cent Ans, il s'en alla vers les Baronnies pour s’installer dans cette région où s’entremêlaient les terres adjacentes dauphinoises et provençales. Il installa, en effet, ses troupes dans les fiefs baronniards de la maison des Baux. Il s’agissait des villages d’Alauzun, Aulan, Autanne, Beaumont-le-Vieux, Briançon et son péage de la Gabelle, Mison, Montbrun, Plaisians, Le Poët-en-Percip, La Roche-sur-Buis, La Rochette-du-Buis, Saint-Léger, Vercoiran et Villefranche-le-Château, fiefs de Raymond des Beaux, gendre de Guillaume III Roger de Beaufort.
Il servit dans les guerres de Bretagne et de Flandre de 1360 à 1388.
Il est fait prisonnier devant Cherbourg, en 1378, par un certain Thomas de Canterbury, chevalier anglais sous les ordres du duc de Lancastre, le rival anglais de son frère.
À la mort de son frère Bertrand du Guesclin, il reprend le titre de comte de Longueville et hérite de la seigneurie de La Guerche-de-Bretagne qu'il vend en 1390 au duc Jean IV de Bretagne pour 37 000 francs or.